# Kevin Tighe
Jon Kevin Fishburn (Los Angeles, 13 de agosto de 1944), mais conhecido como Kevin Tighe, é um ator norte-americano que trabalhou na televisão, no cinema e no teatro desde o final dos anos 1960. Ele é conhecido também pelo seu papel de Roy DeSoto na séries de televisão Emergency! da NBC, de 1972 a 1979.
Além de The Graduate, alguns dos créditos cinematográficos de Tighe incluem Road House, City of Hope, What's Eating Gilbert Grape e Jade. Tighe ganhou o Prêmio Genie de Melhor Ator Coadjuvante em 1994 em I Love a Man in Uniform. Na década de 2000, ele interpretou Anthony Cooper na série de televisão da ABC, Lost, bem como Giles Corey no episódio de estreia da série original da WGN America, Salem.
Tighe também foi visto em uma série de produções teatrais, incluindo A Reckoning, Mourning Becomes Electra, Anna Christie, Other Desert Cities e Curse of the Starving Class.

## Juventude e educação
Tighe nasceu em 13 de agosto de 1944, como Jon Kevin Fishburn em Los Angeles, Califórnia, de ascendência tcheca-boêmia e irlandesa, filho de um ator.
Quando ele tinha cinco anos, Tighe mudou-se com sua família de Los Angeles para a vizinha Pasadena, onde começou a atuar ainda jovem, fazendo testes para papéis juvenis no Pasadena Playhouse. Ele se formou na Pasadena High School em 1962, e passou a frequentar o Pasadena City College e Universidade do Estado da Califórnia em Los Angeles, onde foi membro da fraternidade Beta Chi, antes de receber um diploma de bacharel pela Universidade do Sul da Califórnia (USC) e depois como Mestre em Artes Finas por atuação em 1967. Depois da USC, Tighe foi convocado para o Exército dos Estados Unidos. Devido a uma lesão no dedo, ele ficou dois anos em Fort Knox, em vez de ser enviado para o Vietnã.

## Carreira

### Década de 1960
A primeira aparição de Tighe no cinema foi em 1967 como irmão de fraternidade em The Graduate (apenas a parte de trás de sua cabeça é vista, enquanto tomava banho), após o qual ele apareceu em dois outros filmes: Narcotics: Pit of Despair e Yours, Mine and Ours. Depois de ser dispensado do Exército, Tighe apareceu no Taper Theatre em Los Angeles em The Trial of the Catonsville Nine e em Design for Living de Noël Coward no Ahmanson Theatre, também em Los Angeles. Depois disso, ele passou a atuar em Design for Living com o Teatro Nacional da Grã-Bretanha. Durante este período, Tighe trabalhou com vários atores conhecidos, incluindo Lorne Greene, Maggie Smith e Michael Landon antes de assinar um contrato com a Universal Studios. Durante o mandato de Tighe na Paramount, ele apareceu no programa Bonanza da NBC no episódio "The Weary Willies".

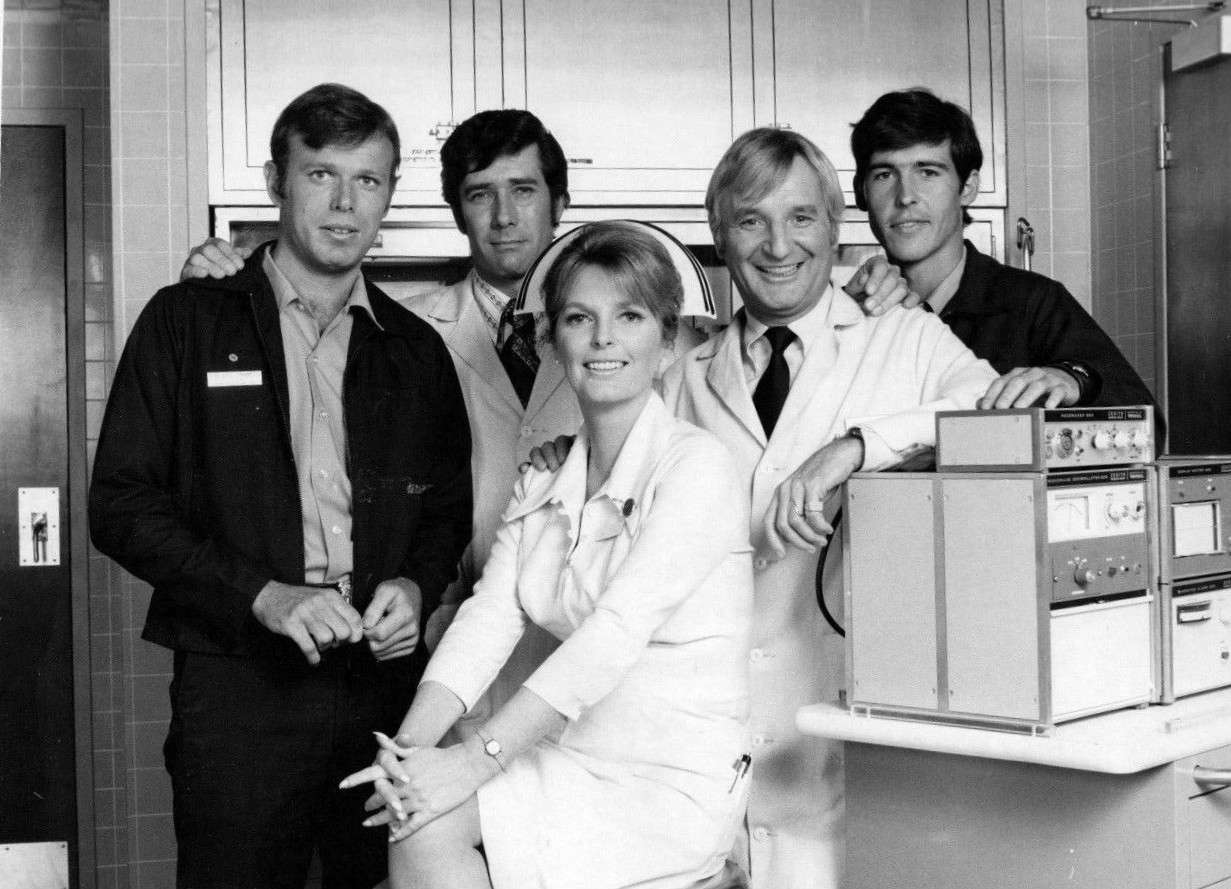
Elenco da série de televisão Emergency! (1973), da esquerda para a direita: Kevin Tighe, Robert Fuller, Julie London, Bobby Troup e Randolph Mantooth.

### Décadas de 1970 e 1980

#### Emergency!(década de 1970)
Tighe fez o teste para uma nova série de televisão de Jack Webb, Emergency! em 1972 e conseguiu o papel do bombeiro-paramédico Roy DeSoto, ao lado de Randolph Mantooth como seu parceiro, John Gage. DeSoto e sua equipe responderiam a acidentes de veículos, emergências médicas e outros resgates em um esquadrão de resgate do corpo de bombeiros. Depois de receber conselhos e ordens de tratamento de um hospital local via radiotelefone, os médicos realizaram técnicas avançadas de suporte de vida para estabilizar os pacientes que precisavam de ajuda antes de serem transportados para um centro médico.
Para retratar melhor seu personagem, Tighe, junto com outros atores do programa, assistiu a aulas de paramédicos e participou de "passeios" com o Corpo de Bombeiros do Condado de Los Angeles. Quando o programa estreou, havia apenas 12 corpos de bombeiros ou serviços de ambulância na América do Norte empregando paramédicos; o programa é creditado por apresentar ao seu público o conceito de atendimento pré-hospitalar, prevenção de incêndio e RCP. Em uma entrevista de rádio em Seattle em 2006, Tighe afirmou que Emergency!, "... ressoou entre os trabalhadores e sempre tive muito orgulho desse fato. Promoveu o programa de paramédicos".
O programa teve seis temporadas (129 episódios) com sete especiais de filmes para televisão de duas horas, incluindo um filme piloto, The Wedsworth-Townsend Act, e teve uma média de 30 milhões de espectadores por semana. Tighe dirigiu quatro episódios de Emergency!: "Gossip" (1974), "Inventions" (1974), "Equipment" (1975) e "Fair Fight" (1977). e escreveu um episódio para o programa, "Up all Night" (1977). Tighe e Mantooth fizeram muitas de suas próprias acrobacias nos primeiros anos do show. Mantooth foi citado como tendo dito: "Se você pudesse ver nossos rostos, éramos nós fazendo as acrobacias, se você não pudesse, era nosso dublê".
Enquanto estava em Emergency!, Tighe apareceu como Roy DeSoto em episódios de dois outros programas criados por Robert A. Cinader, Sierra  que teve seu piloto backdoor como um episódio de Emergency!, e Adam-12 (o episódio "Lost and Found"). Tighe fez a voz de Roy DeSoto no spin-off animado Emergency +4. e narrou um episódio sobre o trabalho dos paramédicos no condado de Los Angeles com Mantooth no programa Go!.
Durante a série e depois de seu cancelamento, Tighe tornou-se e permaneceu amigo de Mantooth, bem como das coestrelas Julie London e Bobby Troup. Tighe foi padrinho no segundo casamento de Mantooth em 2002. Por meio de sua amizade com Troup e London, que eram casados e também com artistas de gravação antes de serem escalados para o programa, Tighe teve a oportunidade de conhecer músicos de jazz conhecidos. e artistas.
Tanto Tighe quanto Mantooth aparecem no vídeo de apresentação The Pioneers of Paramedicine Story, um projeto realizado em conjunto com o Los Angeles County Fire Museum. Filmado originalmente em 2001 com cenas adicionais filmadas em 2013, o vídeo é uma documentação da história da medicina pré-hospitalar.
Tighe foi membro honorário do comitê do Projeto 51 e de seus esforços para honrar o legado do Emergency!, Tighe conduziu entrevistas e compilou uma breve história do EMS americano para o projeto. O uniforme de Roy DeSoto, juntamente com alguns dos equipamentos médicos usados no programa, foram incluídos no Museu Nacional de História Americana do Smithsonian Institution, na divisão de Serviços Públicos, em maio de 2000.
Junto com Mantooth, Tighe foi presenteado em 2012 com um tradicional capacete de bombeiro de couro branco pelo Corpo de Bombeiros do Condado de Los Angeles como Chefe Honorário dos Bombeiros. A homenagem foi concedida por contribuições ao serviço de bombeiros e medicina de emergência por meio da educação e inspiração de outras pessoas para trabalhar no combate a incêndios e EMS.

#### Depois daEmergency!(década de 1980)
Após o cancelamento de Emergency!, Tighe continuou a trabalhar em episódios de televisão, aparecendo em Ellery Queen, Cos, The Hardy Boys/Nancy Drew Mysteries, The Six Million Dollar Man e The Love Boat. Ele também apareceu na produção da CBS Library de "Orphans, Waifs, and Wards" e como Thomas Jefferson em uma adaptação do romance de John Jakes, The Rebels, em 1979.[carece de fontes?]
Durante a década de 80, Tighe ensinou teatro na USC. Para manter suas habilidades de atuação aprimoradas, ele mais uma vez estudou atuação, desta vez com Robert Lewis e Stella Adler na cidade de Nova Iorque. Ele trabalhou com ações de verão como parte de uma companhia dirigida por Alfred Christie no Hampton Playhouse em 1980, e atuou em Come Blow Your Horn. Em 1983, Tighe foi escalado para Two for the Seesaw no Totem Pole Playhouse de William Putch em Caledonia, Pensilvânia.
Tighe fez sua estreia na Broadway no Music Box Theatre na peça Open Admissions; o show foi encerrado após duas semanas. Em seguida, atuou em Night of the Iguana com a McCarter Theatre Company, em Princeton, NJ; The Ballad of Soapy Smith, de Mark Weller, em 1983, no Seattle Repertory Theatre, em Seattle; e o Festival de Shakespeare de Nova Iorque no Public Theatre na cidade de Nova Iorque. Em 1989, recebeu uma bolsa National Endowment for the Arts no Seattle Repertory Theatre. Tighe também escreveu e dirigiu Homegirl para o Seattle Repertory Theatre em 1986.[carece de fontes?]

### Década de 1990 até presente
Tighe continuou a trabalhar no teatro e apareceu em três papéis diferentes: Hilton Lasker, Swifty e Lord Kitterson em The End of the Day: An Entertainment no Seattle Repertory Theatre, em 1989 e 1990. Tighe continuou a fazer peças na década de 1990 em o Seattle Repertory Theatre incluindo Hedda Gabler em 1992.
Tighe trabalhou em teatro regional e de repertório, com a maior parte de seu trabalho no palco em Seattle. Tighe interpretou Mick Dowd, um coveiro, em A Skull in Connemara, de Martin McDonagh, no ACT Theatre em Seattle em 2000. Seis meses depois, a produção mudou-se para Nova York, onde foi apresentada na Roundabout Theatre Company e no Gramercy Theatre.
Ele interpretou o Brigadeiro General Ezra Mannon em Mourning Becomes Electra e a peça foi inicialmente apresentada no ACT Theatre com Jane Alexander em 2001. A peça foi encenada no final de 2001 no Long Wharf Theatre em New Haven, Connecticut, com Tighe e Alexander no elenco. Tighe trabalhou com sua filha, Jennifer, em A Reckoning no Magic Theatre em San Francisco. Tighe interpretou Matt em Anna Christie, junto com Buried Child, de Sam Shepard, e a produção de Crime And Punishment, de Yuri Lubymov, no The Arena Stage no Kreeger Theatre em Washington, D.C.[carece de fontes?]
Tighe interpretou Salter em A Number, explorando as consequências humanas da clonagem, no ACT Theatre em Seattle. Seu personagem examina as relações entre pais e filhos em cinco cenas concentradas através de seus três filhos clonados e a natureza dos laços humanos.
Tighe interpretou o Capitão Channing em Trauma. Seu recente trabalho episódico na televisão inclui Common Law, Complications, e Salem. Sua aparição mais recente no cinema é I Am I, lançado em junho de 2014.
Tighe narrou o documentário The Mountain Runners, examinando os corredores de maratona de montanha em Mount Baker no início do século XX. Tighe apareceu em um documentário que foi ao ar no programa da PBS, Independent Lens. O documentário examinou o desenvolvimento e a encenação de uma nova peça em "Dramaturgo: da página ao palco".
Tighe desempenhou o papel-título no drama indicado ao Prêmio Pulitzer de Rajiv Joseph, Bengal Tiger at the Baghdad Zoo, sobre a vida de soldados americanos que guardam um tigre filosófico (Tighe) enquanto estavam em serviço na Guerra do Iraque. Tighe desempenhou o papel nas produções de Nova Iorque e Mark Taper Forum em Los Angeles, substituindo Robin Williams. Ele recebeu críticas positivas por sua atuação no Tiger. Ele ganhou o prêmio Garland em 2010 de melhor performance em uma peça.
Tighe interpretou Fredrik em Anatomy of Pain no Mirror Stage no Ethnic Cultural Theatre em Seattle em 2012. Em Curse of the Starving Class, de Sam Shepard, Tighe interpretou Weston em 2013 no Long Wharf Theatre em New Haven com Judith Ivey. Ele teve os seguintes pensamentos em sua abordagem ao fazer a peça de Shepard: "Você tem que tomar cuidado com o naturalismo, que é o lugar onde os atores tendem a entrar. Você tem que deixar o chão por um tempo e então esperar pousar." em 2013, Tighe interpretou Lyman Wyeth em Other Desert Cities com Pamela Reed no ACT Theatre em Seattle.

## Vida pessoal
Desde 1985, Tighe reside no condado de Skagit, Washington, com sua esposa, a artista Rebecca Fletcher.
Do condado de Skagit, ele viaja para Los Angeles e Nova Iorque a trabalho. Tighe tem uma filha de seu primeiro casamento (com Mary Lou Seaman), Jennifer Tighe, atriz com quem apareceu na produção teatral de A Reckoning.

## Filmografia

### Séries de televisão
| Ano             | Título                            | Papel              | Notas |
| --------------- | --------------------------------- | ------------------ | ----- |
| 1970            | Bonanza                           |                    |       |
| 1972            | Adam-12                           |                    |       |
| 1974            | The Six Million Dollar Man        | Root               |       |
| 1978            | Hardy Boys/Nancy Drew Mysteries   | Roy DeSoto         |       |
| 1972-1979       | Emergency!                        | Tenente Moynihan   |       |
| 1990            | Murder, She Wrote                 |                    |       |
| 1990            | Tales From the Crypt              |                    |       |
| 1995            | Murder One                        |                    |       |
| 1995            | Chicago Hope                      |                    |       |
| 1996            | The Single Guy                    |                    |       |
| 1998            | The Outer Limits                  | General            |       |
| 1999            | Star Trek: Voyager                | Henry Janeway      |       |
| 2000            | Family Law                        |                    |       |
| 1999-2000       | Freaks and Geeks                  | Mr. Andopolis      |       |
| 2001            | The West Wing                     | Gov. Jack Buckland |       |
| 2002            | Stephen King's Rose Red           |                    |       |
| 2003            | Everwood                          |                    |       |
| 2004            | Law & Order: Criminal Intent      |                    |       |
| 2008            | Numb3rs                           |                    |       |
| 2009            | Leverage                          | Ian Blackpoole     |       |
| 2009            | Lie to Me                         | Fletcher Bellwood  |       |
| 2010            | Trauma                            |                    |       |
| 2005-2007, 2010 | Lost                              | Anthony Cooper     |       |
| 2014            | Salem                             | Giles Corey        |       |
| 2015            | Complications                     |                    |       |
| 2007, 2016      | Law & Order: Special Victims Unit | Julian Cooper      |       |

### Filmes
| Ano  | Título                                           | Papel                       | Notas |
| ---- | ------------------------------------------------ | --------------------------- | ----- |
| 1967 | Narcotics: Pit of Despair                        | John Scott                  |       |
| 1972 | Emergency!                                       | Paramédico Roy DeSoto       |       |
| 1977 | Emergency: The Steel Inferno                     | Paramédico Roy DeSoto       |       |
| 1978 | Emergency: Survival on Charter No. 220           | Bombeiro Roy DeSoto         |       |
| 1978 | Most Deadly Passage                              | Bombeiro Roy DeSoto         |       |
| 1979 | What's a Nice Girl Like You Doing...?            | Paramédico Roy DeSoto       |       |
| 1979 | Emergency: The Convention                        | Paramédico Roy DeSoto       |       |
| 1987 | Matewan                                          | Hickey                      |       |
| 1988 | Eight Men Out                                    | Joseph 'Sport' Sullivan     |       |
| 1989 | K-9                                              | Lyman                       |       |
| 1989 | Road House                                       | Tilghman                    |       |
| 1990 | Perry Mason: The Case of the Defiant Daughter    | Steven Elliott              |       |
| 1990 | Bright Angel                                     | The Man                     |       |
| 1990 | Another 48 HRS.                                  | Blake Wilson                |       |
| 1992 | School Ties                                      | Treinador McDevitt          |       |
| 1992 | Newsies                                          | Snyder                      |       |
| 1993 | I Love a Man in Uniform                          | Frank                       |       |
| 1993 | Better Off Dead                                  | D.A. John Byron             |       |
| 1993 | What's Eating Gilbert Grape                      | Ken Carver                  |       |
| 1993 | Geronimo: An American Legend                     | Brig. Gen. Nelson Miles     |       |
| 1994 | Double Cross                                     | Brian Cody                  |       |
| 1994 | Betrayal of Trust                                | Bill Carroll                |       |
| 1995 | Men of War                                       | Coronel Merrick             |       |
| 1995 | Scorpion Spring                                  | Rawley Gill                 |       |
| 1995 | Jade                                             | Dist. Atty. Arnold Clifford |       |
| 1995 | The Avenging Angel                               | Benjamin Rigby              |       |
| 1995 | Escape to Witch Mountain                         | Sheriff Bronson             |       |
| 1996 | In Cold Blood                                    |                             |       |
| 1996 | Race the Sun                                     | Jack Fryman                 |       |
| 1998 | Winchell                                         | William Randolph Hearst     |       |
| 1998 | The Descendant                                   | Allan Hollingsworth         |       |
| 1999 | The Wetonkawa Flash                              |                             |       |
| 1999 | The Darwin Conspiracy                            | Allan Hollingsworth         |       |
| 1999 | Mumford                                          | Mr. Crisp                   |       |
| 1999 | We Met on the Vineyard                           | Joe                         |       |
| 2000 | The Sight                                        | Jake                        |       |
| 2002 | Rose Red                                         | Victor Kandinsky            |       |
| 2003 | The Tulse Luper Suitcases Part 1: The Moab Story |                             |       |
| 2005 | The Deal                                         | John Cortland               |       |
| 2005 | Today You Die                                    | Max Stevens                 |       |
| 2009 | My Bloody Valentine                              | Prefeito Ben Foley          |       |
| 2012 | The Mountain Runners                             | Narrador                    |       |
| 2013 | I Am I                                           | Gene                        |       |